# 布鲁塞尔舒曼站
布鲁塞尔舒曼站（法語：Gare de Bruxelles-Schuman）是比利时首都布鲁塞尔的鐵路車站，位于161号和161A号铁路上，得名于附近的罗贝尔·舒曼环岛，其以法国总理罗贝尔·舒曼命名。
该站下方为布鲁塞尔地铁1号线和5号线车站舒曼站。

## 列车服务
该站提供以下列车服务：
- 城际列车 (IC-16) 布鲁塞尔 - 那慕爾 - 阿爾隆 - 卢森堡
- 城际列车 (IC-17) 布鲁塞尔机场 - 布鲁塞尔卢森堡 - 那慕尔 - 迪南（周一至周五）
- 城际列车 (IC-17) 布鲁塞尔 - 那慕尔 - 迪南（周末）
- 城际列车 (IC-18) 布鲁塞尔 - 那慕尔 - 列日（周一至周五）
- 城际列车 (IC-27) 布鲁塞尔机场 - 布鲁塞尔卢森堡 - 尼韦勒 - 沙勒罗瓦 (周一至周五)
- 布鲁塞尔城市快铁（法语：Réseau express régional bruxellois） (S4) 阿尔斯特 - 登德尔蒙德 - 布鲁塞尔卢森堡 (- 埃特贝克 - 梅罗德 - 维尔福德) (周一至周五)
- 布鲁塞尔城市快铁 (S5) 梅赫伦 - 布鲁塞尔卢森堡 - 埃特贝克 - 哈勒 - 昂吉安 (- 赫拉尔兹贝亨) (周一至周五)
- 布鲁塞尔城市快铁 (S8) 布鲁塞尔 - 埃特贝克 - 奥蒂尼 - 新鲁汶
- 布鲁塞尔城市快铁 (S9) 鲁汶 - 布鲁塞尔卢森堡 - 埃特贝克 - 布赖讷拉勒（周一至周五高峰时段）
- 布鲁塞尔城市快铁 (S81) 斯哈尔贝克 - 布鲁塞尔卢森堡 - 埃特贝克 - 奥蒂尼（周一至周五高峰时段）